# ソレジーナ
ソレジーナ（伊: Soresina）は、イタリア共和国ロンバルディア州クレモナ県にある、人口約8,600人の基礎自治体（コムーネ）。

## 地理

### 位置・広がり

#### 隣接コムーネ
隣接するコムーネは以下の通り。
- アンニッコ
- カッペッラ・カントーネ
- カザルモラーノ
- カステッレオーネ
- クミニャーノ・スル・ナヴィーリオ
- ジェニヴォルタ
- トリーゴロ

### 気候分類・地震分類
気候分類では、zona E, 2478 GGに分類される。
また、イタリアの地震リスク階級 (it) では、zona 3 (sismicità bassa) に分類される。

## 行政

### 分離集落
ソレジーナには、以下の分離集落（フラツィオーネ）がある。
- Dossi Pisani, Moscona, Olzano